# 巻上公一
巻上 公一（まきがみ こういち、1956年〈昭和31年〉1月25日 - ）は、日本の音楽家、詩人、音楽プロデューサー、作詞家、作曲家、シンガーソングライター、ヴォイスパフォーマー。「ヒカシュー」リーダー。第一回大岡信賞受賞者。アメリカNYCのFoundation for Contemporary Artsの2024アーティスト賞受賞者。口琴、テルミンなどの特殊なものから、コルネット、ベース、電子楽器など複数の楽器演奏を行う。静岡県熱海市出身。TOTOのCM出演 初代ウォシュレット。妻はゴメスザヒットマンのドラマー高橋結子の姉。

## 人物
巻上自身が、ヒカシューの名前は武満徹の「悲歌」にちなんでつけたと証言している。デビュー当時はP-MODEL、プラスチックスと並び「テクノ御三家」の一つにも数えられたが、前衛音楽（前衛ロック）、フリー・ジャズまで含めて、例外を作り出す音楽を真骨頂としているバンドとして、長期間活動している。自らをパタフィジック（形而上学をこえたものを研究する哲学）の曲と、インプロビゼーション（即興演奏）のグループと定義している。
ロシア・トゥヴァ共和国の喉歌ホーメイの日本の第一人者。1994年に、白州フェスティバルに来日中のトゥヴァ共和国のホーメイ歌手の歌を聴いて魅了され、その場で頼んで習い始めた。翌年にはトゥヴァ共和国を訪問。以来毎年訪問しては現地の演奏家と交流を続けている。トゥヴァ共和国で開催される国際ホーメイフェスティバルではコンクールの審査員を務める。またトゥヴァ共和国から歌手や研究者を招聘し、日本国内で数々の公演やホーメイフェスティバルなどを開催する他、喉歌専門のレーベルEKI ATTALを立ち上げ数々のアルバムを制作したり、ホーメイを教える催しを続けている。
2017年には、国際コンテスト現代部門で優勝。2020年には、詩集『至高の妄想』で第一回大岡信賞を受賞。
2024年アメリカNYCのFoundation for Contemporary Artsの2024アーティスト賞を受賞。

## 略歴
中学校時代（湯河原町立湯河原中学校）、美術部で井上誠と知り合う。当時は8ミリフィルムのスクラッチング作品を作っていた。
高校時代（神奈川県立小田原高等学校）、戸辺淳（哲の兄）と劇団ユリシーズを結成。海琳正道（現・三田超人）を劇団の活動に引き抜く。その他、3年間新聞部の部長も務め、新聞部全国大会2位、首都圏最優秀などを受賞。その後輩に、後に「フールズメイト」を創刊する北村昌士がいた。
高校在学中に、劇団「東京キッドブラザーズ」のオーディションを受け、ロックミュージカル「ザ・シティ」海外公演に出演する。ニューヨークではラママ劇場、ロンドンではロイヤル・コート・シアターでの長期公演を経験する。ロンドンで「東京キッドブラザーズ」を退団。楠原映二とヒラリー・ウェストレイクに誘われ、ピンク・フロイドのロジャー・ウォーターズがパトロンをしていたフリンジ劇団「ルミエール&サン」に参加。ヘンリー・カウが音楽を担当する劇団でもあり、ここで即興の多くを学ぶ。
帰国後、原宿学校（現在の東京映像学院）で映画を学びながら、キッドを一緒に退団した深水三章、堀勉とともにミスタースリムカンパニーの旗揚げに参加。プロデューサーを務める。
また同時に自身の劇団「ユリシーズ」を1976年に再結成。1977年に虫の一生を描く前衛パフォーマンス「コレクティングネット」の音楽を山下康・井上誠に依頼した。1978年に第2弾｢幼虫の危機」を上演。この時「プヨプヨ」｢幼虫の危機」などの作品が生まれた。これらの歌をもとにその年の夏、「ヒカシュー」を結成。吉祥寺の羅宇屋でデビュー。当時はニュー・ウェイヴ全盛期だったが、当初はプラスティックスなどとともにテクノポップのバンドとみられていた。当時はアミューズに所属していた。
1981年に、かつて通っていた原宿学校シナリオ科の講師であった佐藤重臣に依頼し、トッド・ブラウニングの映画『フリークス』の上映イベントを行う。村上春樹原作、大森一樹監督作品『風の歌を聴け』に鼠役で出演。映画では劇中劇の挿入歌もヒカシューとして提供。スペクトラム、EPO、FAIRCHILD、佐藤隆などに作詞提供する。
他にこの頃、南伸坊提唱・糸井重里命名のパフォーマンス集団「HAND-JOE」に末井昭、上杉清文、鈴木祐弘、山崎邦彦らと参加。滝本淳助も加え「ハンジョウ・オール・スターズ（H.A.S.）」として音楽活動も行った。
ヒカシューは前衛音楽のバンドとして継続して40年以上活動を続けており、現在もマンスリーで吉祥寺Star Pine's Cafeでライブを行う他、海外や地方でのツアーも行っている。
1995年にニューヨーク・John ZornのTZADIKレーベルから出したソロ・ヴォイス・アルバム『KUCHINOHA』をきっかけに、ヨーロッパや北米のコンテンポラリーミュージックのフェスティバルにヴォイス・パフォーマーとして招聘されるようになる。
1998年に、作・演出・音楽を担当した世界初の口琴室内オペラ「ホムス〜ぼくは頭をびょんびょんした」で、スイスの超絶口琴演奏家アントン・ブリューヒンを招聘。口琴ブームの火付け役となった（知久寿焼や時々自動の朝比奈尚行はこれをきっかけに口琴を知る）。
2005年の愛・地球博・ノルウェーの日の司会をきっかけにノルウェーのドラマー、Thomas Strønenとのコラボレーションを開始。彼のプロジェクト・Food/Humcrush/Meadow/Time is a Blind Guideと と相次ぎ共演する。
国内ではカルメン・マキやチャラン・ポ・ランタンと共演、海外ではロシアやヨーロッパで公演と、活発な音楽活動を展開している。近年は、JAZZ ART せんがわや湯河原現代音楽フェスティバル、熱海未来音楽祭など、即興音楽、ダンス、美術、詩の朗読などとコラボする様々なジャンルを横断するフェスをプロデュースしている。

### ヴォイス・パフォーマンス講座
自著『声帯から極楽』で歌唱の可能性の拡張をめざすとした「超歌唱法」の実践普及活動として、多摩川のいずるばでヴォイス・パフォーマンスのワークショップを毎月開催している。

## ディスコグラフィ

### シングル
|     | タイトル       | 発売日       | 規格  | 規格品番  | 収録曲 | 備考                                       |
| --- | -------------- | ------------ | ----- | --------- | --- | ------------------------------------------ |
| 1st | イヨマンテの夜 | 1982年       | EP    | WTP-17294 | Side A イヨマンテ(熊祭)の夜 Side B 不滅のスタイル                                                               | 古関裕而作曲の「イヨマンテの夜」のカバー。 |
| 2nd | 平成じゃらん節 | 1990年5月2日 | 8cmCD | BVDL-3    | 1.平成じゃらん節 2.カリョービンガ 3.平成じゃらん節(オリジナル・カラオケ) 4.カリョービンガ(オリジナル・カラオケ) | じゃらんCMソング。作曲は矢野顕子。         |

### アルバム
巻上公一 名義
|     | タイトル       | 発売日                              | 規格          | 規格品番                    | 収録曲 | 備考                                                                                 |
| --- | -------------- | ----------------------------------- | ------------- | --------------------------- | --- | ------------------------------------------------------------------------------------ |
| 1st | 民族の祭典     | 1982年 1992年6月17日 2009年11月22日 | LPレコード CD | WTP-90153 TOCT-6501 EGDS-44 | Side A 1.森の小人 2.国境の町 3.桑港のチャイナ街 4.アルタネイティヴ・サン 5.私の青空 Side B 6.イヨマンテ(熊祭)の夜 7.おおブレネリ 8.マヴォの歌 9.赤い靴 10.不滅のスタイル | 「アルタネイティヴ・サン」は、ヒカシューの『夏』に収録されている楽曲のセルフカバー。 |
| 2nd | 殺しのブルース | 1992年6月17日 2009年11月22日        | CD            | TOCT-6496 EGDS-45           | 1.さいざんすマンボ(トニー谷、宮城まり子) 2.女を忘れろ(小林旭) 3.待ちぼうけの喫茶店(小坂一也) 4.悪人志願(炎加世子) 5.すきやきエトフェー(坂本九「上を向いて歩こう」) 6.夜空の笛(守屋浩) 7.東京の屋根の下(灰田勝彦) 8.帰って来たヨッパライ(ザ・フォーク・クルセイダーズ) 9.うつろ 10.マリアンヌ(ジャックス) 11.殺しのブルース(大和屋竺) | カバーソング集。カッコ内はオリジナルアーティスト。Tr.9はオリジナル曲。               |
| 3rd | Kuchinoha      | 1995年                              | CD            | 不明                        | 1.石榴 ざくろ 2.百日紅 さるすべり 3.檀 まゆみ 4.木槿 むくげ 5.土筆 つくづくし 6.鈴掛 すずかけ 7.青柳 あおやぎ 8.玉葛 たまかづら 9.花薄 はなすすき | 無加工の完全即興ソロボイスアルバム。                                                 |
| 4th | Elecric Eel    | 1998年                              | CD            | 不明                        | 1.Mojiri 2.Electric Eel 3.Kimosui 4.Sea To River 5.Jubako 6.Tokujo 7.Unagi No Mimi | アントン・ブリューヒンとの共作。                                                     |
| 5th | Koedarake      | 2005年                              | CD            | 不明                        | 1.Ogoe 2.Prrr 3.Ngoh 4.Haahick 5.A-U 6.Khoomeiteki 7.Chaka Chapa 8.Tak 9.Doipapa 10.Hamesa 11.Tameiki 12.Ngoh 2 13.Pak 14.Hamanime 15.Hettia 16.Uzhi 17.Rakinoma | 前作同様、収録されたボイスは無加工。                                                 |
| 6th | 月下のエーテル | 2006年                              | CD            | 不明                        | 1.黒い鶴(カラドゥルヤ) 2.月の海 3.ヤバラホエ 4.月下のエーテル 5.喉仏すぎて 6.指生える 7.カタツムリの特急 8.ざっくり 9.李白の月 10.朧々縷縷 11.黒い鶴(カラドゥルヤ) | テルミンがフィーチャーされている。                                                   |

### MAKIGAMISANTACHI 名義
メンバーは巻上公一、三田超人、坂出雅海。
|     | タイトル       | 発売日         | 規格 | 規格品番 | 収録曲 | 備考                                           |
| --- | -------------- | -------------- | ---- | -------- | --- | ---------------------------------------------- |
| 1st | TOMPAL         | 2005年12月15日 | CD   | mkr-0001 | 1.稲妻の祈り 2.仕方のない世界 3.サボテンかぶり 4.知らんぷりする筋肉 5.耳を塗る 6.わたしは安心 7.孫の手 8.揺れる福 9.蟻太り 10.骨 11.かえる星 | 野本和浩が参加する予定だった。                 |
| 2nd | ガブリとゾロリ | 2020年7月22日  | CD   | mkr-0015 | 1.水枕 2.ガブリ 3.ごんごんと 4.梅雨のトンネル 5.夜の蝿 6.うつくしき眼 7.からたちの雨 8.とかげが光る 9.かぼちやの花 10.棒立ちの銀河 11.牛の全身 12.虹に踏まれて 13.かくなる上は 14.独特であること 15.ザリガニの論法 16.蜜柑のみどり 17.隠そうとして 18.フクロウの引っ越し 19.水晶は歌う 20.羊から錆 21.ゾロリ | MAKIGAMISANTACHIとしては、15年ぶりのアルバム。 |

### АЯ(アヤ) 名義
メンバーは巻上、ヒカシューの佐藤正治、アルタイ共和国の歌手ボロット・バイルシェフ。
|     | タイトル    | 発売日 | 規格 | 規格品番 | 収録曲 | 備考 |
| --- | ----------- | ------ | ---- | -------- | --- | ---- |
| 1st | TOKYO TAIGA | 2010年 | CD   | 不明     | 1.Ano Sora 2.Chakanzirme 3.Tsumuji 4.Kak Paprotnik 5.Tundra 6.Chadaae Ba 7.Yume(Dream) 8.Bolor 9.Tokyo Taiga 10.Alysh |      |

### Makigami and Freeman 名義
メンバーは巻上と三田。
|     | タイトル       | 発売日        | 規格 | 規格品番 | 収録曲 | 備考 |
| --- | -------------- | ------------- | ---- | -------- | --- | ---- |
| 1st | 自殺なディスコ | 2015年12月9日 | CD   | EGDS-74  | 1.Descent of the Nipples+ 2.The Investigators+ 3.Suicide Disco 4.heaven's Nipples+ 5.Left Hand Driver 6.Beauty Queen+ 7.Viral Man 8.Pas D'Amour+ 9.Devil's Disciples 10.Suicide Disco 2 11.Hell's Nipples+ 12.Love Unrequited+ 13.Secondary Infection 14.Mirror Cracked+ 15.Human Sacrifice 16.Guilty As Sin 17.Death Defied+ 18.Revivification |      |

### 巻上公一&藤掛正隆 名義
メンバーは上記。
|     | タイトル               | 発売日        | 規格 | 規格品番 | 収録曲 | 備考                                                                                     |
| --- | ---------------------- | ------------- | ---- | -------- | --- | ---------------------------------------------------------------------------------------- |
| 1st | メテオールのドライバー | 2024年9月25日 | CD   | FDR-1051 | 1.呼吸の天文学 2.火星人のおみやげ 3.わずかに浮いている 4.質問を質問で返す人 5.瞑想以前 6.ホムス星人 7.きみはクラゲなのか 8.未熟な曇天 9.メテオールのドライバー | 「メテオールのドライバー」は巻上公一詩集『至高の妄想』に収録された詩をもとに演奏された。 |

## 演出作品

### 音楽
- シャッフル（1981年） 監督：石井聰亙　※ヒカシュー名義
- 俗物図鑑（1982年）　※ヒカシュー名義
- 超時空世紀オーガス02（1993年）※ヒカシュー名義

### 演劇
- ユリシーズ 作・演出
  - 「不死鳥の謎」（1976年）
  - 「途切れた旋律」（1976年）
  - 「最后の晩餐」（1977年）
  - 「コレクティングネット」（1977年）
  - 「幼虫の危機」（1978年）

- 劇団ワンダーランド
  - 「善悪の彼岸過ぎまで」（1984年）

- 小林紀子バレエシアター
  - 「そばでよければ」（1985年）

- チュチュランドアカデミー
  - 「なにもかも踊れ」（1987年）
  - 「あたま割り人形」（1987年）
  - 「自殺なディスコ」（1989年）

- プロデュース公演
  - 「ドイナ」（1995年）
  - 「マインドキング」（1995年）
  - 「ホムス～ぼくは頭をびょんびょんした」（1998年）
  - 「エジプトロジー～わたしの頭は大トンカチだった」（2000年）
  - 「Paradise from vocalbox」イタリアBeneton Fabrica（2002年）

- マキガミックテアトリック
  - 「チャクルパ」（2004年）
  - 「シークレットカンフーシアター」（2005年,2006年）
  - 「チャクルパ2ザーウミの海で」（2006年）
  - 「テルミンランデブー」（2006年）
  - 「チャクルパッタム」（2006年）
  - 「チャクルパ3 ウルルンソナタ」（2007年）
  - 「メンデルサッコンの渦巻」（2014年）

- KAAT神奈川芸術劇場プロデュース「日輪の翼」音楽監督（2016年）
- 流山児★事務所40周年記念公演「冥王星の使者」音楽(2024年)

### イベントプロデュース
- John Zorn's Cobra東京作戦
  - 1993年から継続中　ホーメイフェスティバル　in Japan 2001,2003
- Jazz Art せんがわ
  - 2008-2024
- 湯河原現代音楽フェスティバル　2009,2010
- 熱海未来音楽祭　2019-2024
- Festival NEO-VOICE 2010（共同プロデュース天鼓）

### CDプロデュース
- ソロンゴ『虹という名の少女』（1997 東芝EMI）
- 『都に雨の降る如く』（1989 東芝EMI）
- 『ミュージック・ノンストップ〜ア・トリビュート・トゥ・クラフトワーク』（1998 東芝EMI）
- トゥバ・アンサンブル『エスケチェル』（2001 CRESCENT）
- ボロット・バイルシェフ『アルタイのカイ　秘密の夢〜英雄叙事詩の世界』（2001 キングレコード）
- オンダール・モングンオール『Boidus tolu 虹のホーメイ』（2001 EKI ATTAL）
- アンドレイ・モングッシュ『祈りのホーメイ』（2008 EKI ATTAL）
- АЯ 『TOKYO TAIGA』（2010 TZADIK）
- 『Kargyraa in Taiga』（2010 EKI ATTAL）
- 歌声の蜃気楼-Chirgilchin JapanTour 2022: An Enchanting Mirage of Khoomei Voices-（2023 EKI ATTAL）
- 『LIVE IN JAPAN-アルタイは揺れ ゆりかごになる』(2025 EKI ATTAL)

## 出演

### 映画
- 風の歌を聴け（1981年） 監督：大森一樹
- 俗物図鑑（1982年） 原作：筒井康隆、監督：内藤誠
- アギ・鬼神の怒り（1984年） 監督：早川光
- トルンピ　アントン・ブリューヒンの口琴新世界（1999年） - ドキュメンタリー
- 温泉シャーク（2024年）[13]

### ラジオ
- MUSIC INSIDE OUT（FM小田原）

### フェスティバル
- イギリスのカンパニーウィーク 1994
- トゥヴァ国際ホーメイフェスティバル
  - 1995,1998,2003,2008,2013,2015,2017,2019
- ドイツの「震える舌」フェスティバル 1999
- スイスのタクトロスフェスティバル 1996,1999
- モスクワ「丸呑み或いは危険な声帯」フェスティバル 2000
- オーストラリアのWhat is musicフェスティバル 2001
- オーストリア・インスブルック音楽祭 2002
- アルタイ共和国・エルオユン 2002
- カナダVicto 2003
- カイフェスティバル 2004
- カルムキア語り部フェスティバル 2005
- ノルウェー ウルティマ現代音楽祭 2005
- ニューヨーク ジャパンソサエティ 2006,2008
- ニュージーランド ASIA-PACIFIC FESTIVAL 2007
- 英国・ブライトン Colour out of space 2008
- オーストリア・クレムス KONTRASTE 2008
- スペイン・カセレス Vostel Museum 2009
- オーストリア・ヴェルス Unlimited 2009
- フジロックフェスティバル 2010,2012,2014,2017-2019
- ヒカシュー公演 2011,2017
- カナダVicto 2011 АЯ(ボロット・バイルシェフ、佐藤正治とのトリオ)で出演
- the Wundergrund Festival　コペンハーゲン 2011
- NATT JAZZ ノルウェーベルゲン 2012
- Bergen International Festival 2012
- Kongsberg jazz 2012
- Copenhagen Jazz Festival 2012
- Umea MADE festival2013
- Beyond the border 2014
- the Stone residencies NYC 2014 2017
- リトアニア Vilnius Jazz　2015
- ロシア Festival Vladimir Rezitskogo, Arkhangelsk 2015
- デンマーク G((o))NG TOMORROW festival Copenhagen 2015
- カムチャツカ kamchatka Alhalalalai festival 2015 2016
- ポーランド Wrocław,Jazztopad Festival 2016
- エストニア Tallinn  Music Week 2019
- スコットランドTectonics Glasgow　2024
- LONDON ロンドン cafeOTO　クリスチャン・マークレイ「NO!」2024
- イギリス　Bristol L'étoile Studio with Phil Minton 2024
- フランス la malterie in Lille and Les Instants Chavirés 2024

## 著書
- 宇宙の右翼 水中の左翼 パルコ出版 1982年
- 夕刊イトイ（糸井重里、久住昌之、みうらじゅん、島地勝彦、渡辺和博、天野祐吉、南伸坊、秋山道男、蛭子能収、川上宗薫、石原真理子、泉麻人、鈴木慶一、巻上公一、小林井秀雄） リブロポート 1984年
- 高級芸術宣言付・総合商社HAND-JOEの歩み 高級芸術協会著（平岡正明、南伸坊、末井昭、巻上公一、赤瀬川原平、糸井重里ほか） JICC出版局 1985年
- 声帯から極楽 筑摩書房、1998年
- 反響マシーン―リチャード・フォアマンの世界（ポーラ・コート写真、巻上+鴻英良編） 勁草書房 2000年
- 至高の妄想　書肆山田　2019年
- 濃厚な虹を跨ぐ 左右社 2022年